# ران اتکینسون
رونالد فرانکلین "ران" اتکینسون (به انگلیسی: Ronald Franklin "Ron" Atkinson) (زاده ۱۸ مارس ۱۹۳۹) معروف به بیگ ران بازیکن و مربی سابق فوتبال است.
اتکینسون مربی تیم فوتبال منچستر یونایتد بین سال‌های ۱۹۸۱ تا ۱۹۸۶ بوده‌است.